# Vincent Parizot
Pour les articles homonymes, voir Parizot.
Vincent Parizot, né le 27 février 1964 à Orléans (Loiret), est un journaliste et animateur de radio français.
Après avoir travaillé vingt et un ans à Europe 1, notamment à la présentation des journaux du matin, il rejoint RTL en 2007 pour animer RTL soir, puis la matinale un an plus tard. De 2012 à 2017, il coprésente RTL Midi. Puis de septembre 2017 à juin 2020, il présente Le Journal Inattendu le samedi de 12 h 30 à 13 h 30. Depuis janvier 2020 il présente RTL Soir Week-End les samedis et dimanches.

## Biographie
Fils d’une pharmacienne et d'un chercheur, Vincent Parizot fait ses premiers pas en radio sur Orléans FM à l'âge de 18 ans.
Diplômé de l'Institut de journalisme Bordeaux Aquitaine, il décroche le Prix Lauga en 1986, une compétition organisée par Europe 1 pour recruter ses équipes, et gagne un contrat de trois mois. Il y travaillera pendant vingt et un ans. D'abord reporter, il se met à co-présenter Europe Midi, le journal de la mi-journée, au début des années 90. Ensuite, il passe dix ans à présenter les journaux du matin. En 2002, il prend les commandes d'Europe Soir, et en avril 2004, il présente le journal de 8 h.
En août 2007, il rejoint la radio concurrente RTL pour animer RTL soir entre 18 h et 19 h 15. En août 2008, il prend les commandes de la matinale de la station du lundi au vendredi entre 7 h et 9 h 30. À la rentrée 2012, il est remplacé par Laurent Bazin à cause des audiences en baisse, et récupère la présentation de RTL Midi à 12 h 30 aux côtés d'Elizabeth Martichoux. En septembre 2017 il quitte RTL Midi pour Le Journal Inattendu le samedi de 12 h 30 à 13 h 30. En septembre 2020 il en cède la place à Ophélie Meunier.
Depuis janvier 2020, il présente RTL Soir Week-End les samedis et dimanches.
Depuis la rentrée de septembre 2023 , il anime Les auditeurs ont la parole le vendredi.

### Vol en apesanteur
Le mardi 16 juin 2009, Vincent Parizot, accompagné d'une journaliste de RTL (Anne Le Hénaff), d'un autre présentateur de RTL (Vincent Perrot), ainsi qu'une auditrice de la station, ont participé à un vol d'essai dans l'espace en impesanteur, une première mondiale. Il s'agissait d'un vol parabolique réalisé par le CNES à l'occasion du 100e anniversaire du salon aéronautique du Bourget avec l'avion Airbus A300 ZERO-G.

### Vie privée
Vincent Parizot est le père de deux enfants